# 南雲穂波
南雲 穂波（なぐも ほなみ、1994年4月7日 - ） は、日本のフリーアナウンサーである。2024年3月までは名古屋テレビ放送（メ〜テレ）に所属していた。気象予報士、二級建築士、漢字検定準1級、パンシェルジュ 検定1級を所持している。東京大学工学部建築学科卒業。最終学歴は、東京大学大学院工学系研究科建築学専攻。身長155cm。

## 経歴・人物
東京都杉並区出身。東京都立西高等学校、東京大学工学部建築学科、東京大学大学院工学系研究科建築学専攻卒業｡　
趣味はジャズダンス、ピアノ、クラシックバレエ、ギターの弾き語り、イラストを描くこと。特技は建築模型作り、ダンスのステージ衣装のデザイン・製作。
2016年、大学4年生でミス東大コンテストに出場し、準グランプリに選ばれた。コンテスト後はCanCam it girlに加入し、読者モデル・インフルエンサーとして活動。
大学院在学中にスカウトされ、プラチナムプロダクションに所属。クイズ番組や、Ameba TVの橋下徹の即リプ!→NewsBAR橋下に出演していた。
2017年、二級建築士を取得。
2018年、気象予報士試験に初受験で合格。
大学院卒業後、2019年4月にメ〜テレに入社。2019年7月放送の『Spoken!』がアナウンサーとしてのテレビ初出演となった。同期は島貫凌アナウンサー。
2019年9月、ナゴヤドームで行われた中日ドラゴンズ対読売ジャイアンツ戦で始球式を務めた。
入社1年目のANNアナウンサー賞で、ナレーション部門新人賞および最優秀新人賞を受賞。
2019年8月23日から『ドデスカ!』金曜コーナー「コレクル」のリポーターを担当している。2020年春の番組リニューアル後は、天気コーナー担当として全曜日出演中。
2020年5月30日からスタートした、在名民間放送局5社が地元を応援する「こころをひとつに」プロジェクトの共同CMに出演。
2020年10月4日、BomberE配信ミニライブでアーティストデビュー。YouTubeチャンネル内の企画で作詞・作曲に挑戦した「東京スケッチ」をリリース。
2024年3月30日、結婚に伴い寿退社。
2024年7月22日、メーテレマッチングの公式アンバサダーに就任。今後はフリーアナウンサーとしてメーテレに携わることとなったが、2025年1月31日を以て、サービス自体が終了した。
2025年4月7日、第1子を出産した事を明らかにした。。

## 過去の出演番組
メ〜テレ入社後
- ドデスカ! - キャスター
  - 2020年3月30日 - 2023年9月29日 月～金曜お天気キャスター
  - 2019年8月 - 2020年3月27日 金曜 コレクル担当
  - 2023年8月 - 2024年3月、月曜 めっちゃ推しランキング担当
  - 月1金曜 絶景めし担当
  - 2023年10月5日 - 2024年3月29日、木・金メインキャスター・エンタメ担当[13][14]
- ドデスカ!ドようびデス。 - メインキャスター
  - メインキャスター（2023年10月7日 - 2024年3月30日）[13][14]
- メ〜テレNEWS（不定期で担当）
- おぎやはぎのハピキャン 〜キャンプはじめてみました〜（ナレーション、2023年7月28日～2024年3月29日）
- 「こころをひとつに」プロジェクト 共同CM（2020年5月30日 -9月30日 ）

学生時代
- 橋下徹の即リプ!→NewsBAR橋下 - (Ameba TV、2017年11月16日 - 2019年2月7日、バーテンダー【アシスタント】）[18]
- くりぃむクイズ ミラクル9(テレビ朝日)
- 潜在能力テスト(フジテレビ)
- ネプリーグ(フジテレビ)
- 千原ジュニアのキング・オブ・ディベート(Ameba TV)
- 今夜、誕生!音楽チャンプピアノ部門(テレビ朝日)
- 有田哲平の夢なら醒めないで(TBSテレビ)
- 林先生が驚く初耳学!(TBSテレビ)
- 親の知らないところで…箱入り娘さんが頑張った!(秋田テレビ)
- 本能Z(CBCテレビ)